# المشري (الظهار)

تعديل مصدري - تعديل

المشري محلة تابعة لقرية معيد، التابعة لعزلة انامر بمديرية الظهار إحدى مديريات محافظة إب في الجمهورية اليمنية.، بلغ تعداد سكانها 31 حسب تعداد اليمن لعام 2004.